# Микрометр (измерительный прибор)

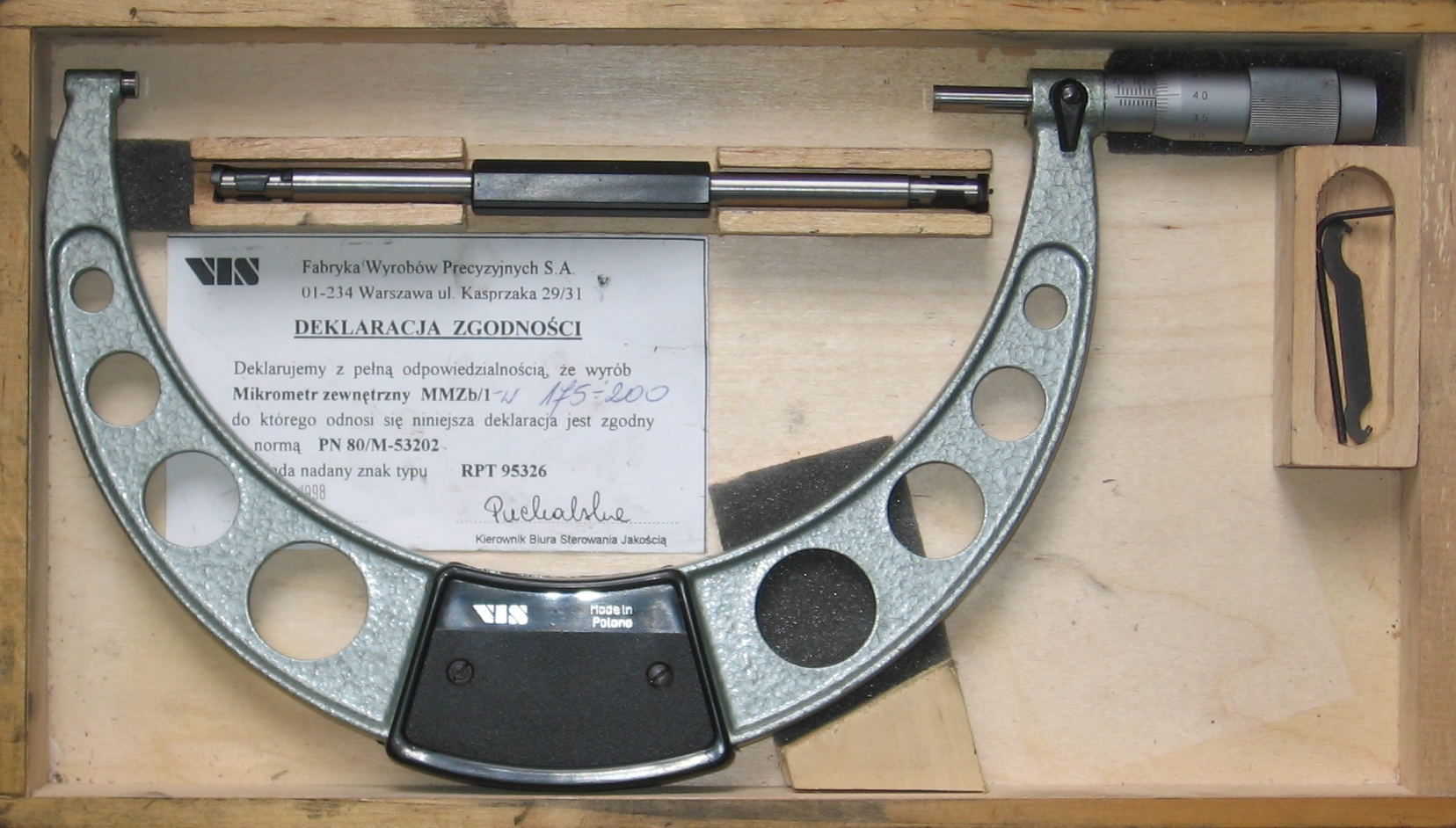
Микрометр с круговой шкалой для наружных измерений и диапазоном измерения 175—200 мм, с ценой деления 0,01 мм

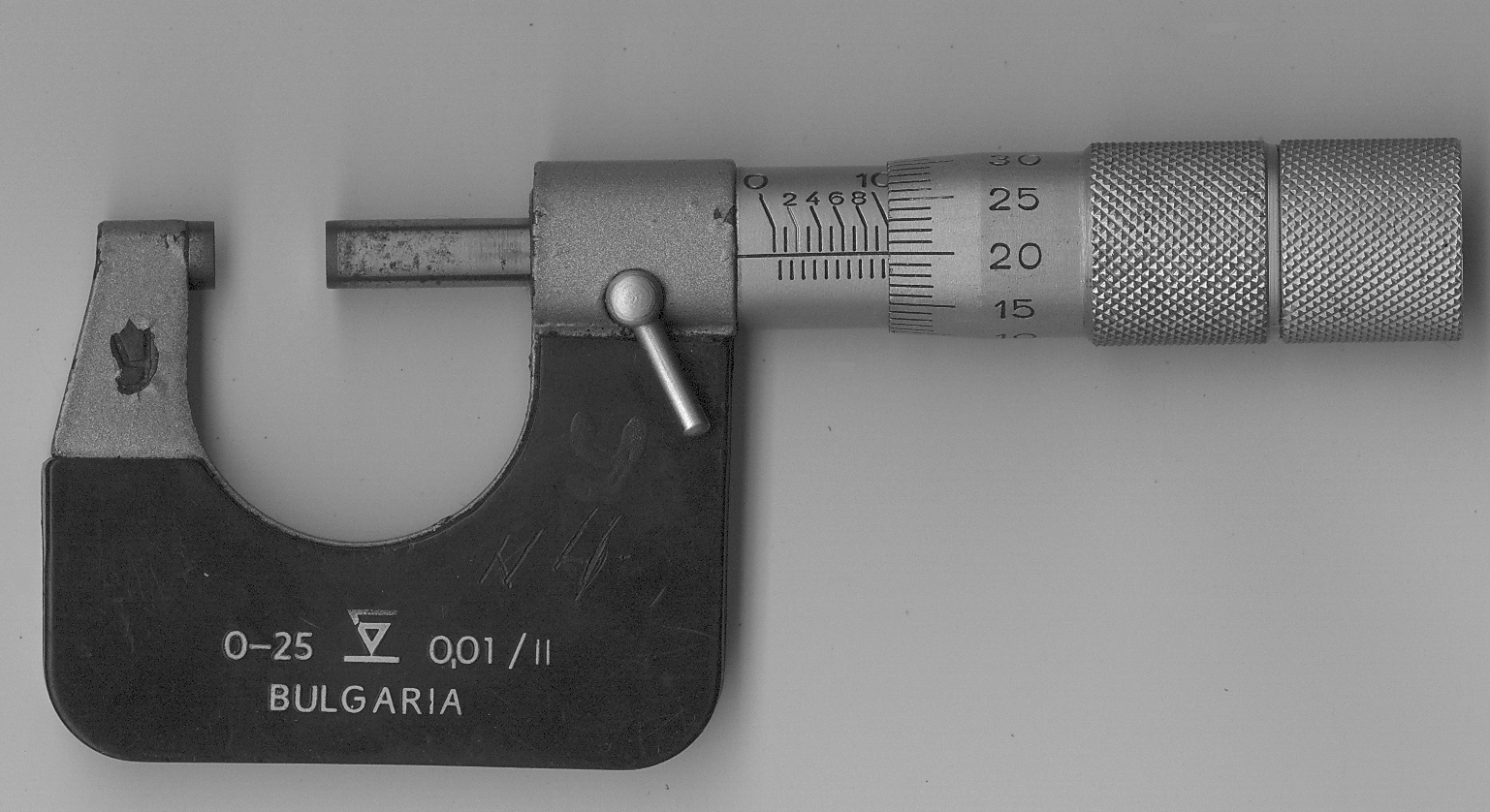
Микрометр с круговой шкалой для наружных измерений и диапазоном измерения 0 — 25 мм, с ценой деления 0,01 мм, показания шкалы соответствуют размеру 9,70 мм.

Микро́метр — измерительный прибор, предназначенный для измерения длины (линейного размера) с низкой погрешностью. Погрешность измерения микрометром составляет от 1 до 50 мкм в зависимости от измеряемых диапазонов и класса точности прибора. При измерении применяется абсолютный или относительный контактный метод. Преобразовательным механизмом является микропара винт — гайка.

## История возникновения микрометра
Использование винтовой пары в отсчётном устройстве было известно ещё в XVI веке, например в пушечных прицельных механизмах (1570), позднее винт стали использовать в различных геодезических приборах. Первый патент на микрометр как самостоятельное средство измерений был выдан во Франции Ж.-Л. Пальмеру (фр. Jean-Louis Palmer) в 1848 году как на «винтовой штангенциркуль с круговым нониусом». Но в то время, при обработке материалов такая точность не достигалась, и новый измерительный прибор не нашёл применения. Только в 1867 году американские инженеры Джозеф Браун и Луснан Шарпе начали производство микрометров.

## Принцип действия

Работа с микрометром (измерение длины предмета 4,14 мм)

Ответ = главная шкала + круговая шкала — (поправка ошибки) = 4,00 + 0,29 — (0,15) = 4,14 мм

Ответ = главная шкала + круговая шкала — (поправка ошибки) = 4,00 + 0,05 — (−0,09) = 4,14 мм

Действие микрометра основано на перемещении винта вдоль оси при вращении его в неподвижной гайке. Перемещение пропорционально углу поворота винта вокруг оси. Полные обороты отсчитывают по шкале, нанесённой на стебле микрометра, а доли оборота — по круговой шкале, нанесённой на барабане. Оптимальным является перемещение винта в гайке лишь на длину не более 25 мм из-за трудности изготовления винта с точным шагом на большей длине. Поэтому микрометр изготовляют несколько типоразмеров для измерения длин от 0 до 25 мм, от 25 до 50 мм и т. д. Предельный диапазон измерений наибольшего из микрометров заканчивается на отметке в 3000 мм. Для микрометров с пределами измерений от 0 до 25 мм при сомкнутых измерительных плоскостях пятки и микрометрического винта нулевой штрих шкалы барабана должен точно совпадать с продольным штрихом на стебле, а скошенный край барабана — с нулевым штрихом шкалы стебля. Для измерений длин, больших 25 мм, применяют микрометр со сменными пятками; установку таких микрометров на ноль производят с помощью установочной меры, прикладываемой к микрометру, или концевых мер. Измеряемое изделие зажимают между измерительными поверхностями микрометра. Обычно шаг винта равен 0,5 или 1 мм и соответственно шкала на стебле имеет цену деления 0,5 или 1 мм, а на барабане наносится 50 или 100 делений для получения отсчёта 0,01 мм. Постоянное осевое усилие при контакте винта с деталью обеспечивается фрикционным устройством — трещоткой (храповиком). При плотном соприкосновении измерительных поверхностей микрометра с поверхностью измеряемой детали трещотка начинает проворачиваться с лёгким треском, при этом вращение микровинта следует прекратить после трёх щелчков.

## Типы микрометров
Типы микрометров в зависимости от конструкции (формы корпуса или скобы, в которую встраивается микропара, формы измерительных поверхностей) или назначения (измерение толщины листов, труб, зубьев зубчатых колёс):
- Микрометр гладкий;
- Микрометр рычажный;
- Микрометр листовой;
- Микрометр трубный;
- Микрометр проволочный;
- Микрометр призматический;
- Микрометр канавочный;
- Микрометр резьбовой;
- Микрометр зубомерный;
- Микрометр универсальный.

Существуют микрометры с невращающимся винтом..
В последнее время некоторые производители[какие?] предлагают специальную трубную насадку с шариком диаметром 5 мм на пятку гладких микрометров, которая позволяет выполнять измерения аналогичные трубным микрометрам.
Микрометры выпускаются ручные и настольные, в том числе со стрелочным и цифровым отсчётным устройством. Цифровые микрометры обладают рядом преимуществ:
— выставление на нуль одним нажатием кнопки;
— доступны относительные измерения (установка нуля в любой точке измерительного диапазона);
— переключение между английской и метрической системами мер;
— погрешность измерения до ±0,001 мм. У некоторых микрометров может быть 0,5 или 0,1 мкм (погрешность измерения ±0,5 мкм);
— в многих моделях возможна передача результатов измерений на персональный компьютер по нажатию кнопки или через заданный интервал времени.
Микрометрические пары используются также в глубиномерах, нутромерах и других средствах измерения (в том числе в испытательных стендах). Наибольшее распространение имеют гладкие микрометры. Настольные микрометры (в том числе со стрелочным отсчётным устройством) предназначаются для измерения мелких деталей (до 20 мм), их часто называют часовыми микрометрами.